# 인천부평서초등학교
인천부평서초등학교는 대한민국 인천광역시 부평구 부평동에 있는 공립 초등학교이다.

## 학교 연혁
- 1941년 3월 31일 인천소화서공립국민학교 개교
- 1946년 9월 1일 인천부평서국민학교 개교
- 1953년 7월 16일 산곡초등학교 분리
- 1962년 11월 5일 부평남초등학교 분리
- 1982년 9월 1일 신촌초등학교 분리
- 1986년 3월 1일 인천교육대학 실습생 지도 지정학교
- 2005년 10월 13일 학교도서관 '꿈이 크는 사랑채' 개관
- 2008년 8월 9일 영어 전용 교실 설치
- 2009년 9월 7일 학교 강당 완공
- 2010년 9월 1일 인천광역시교육청지정'사교육 절감형 창의경영학교'지정
- 2014년 5월 30일 돌봄겸용 교실 구축(2개실)
- 2014년 7월 21일 특별교실 증축(끼자랑실, 어울소리)
- 2015년 9월 1일 제23대 주윤일 교장 취임
- 2016년 5월 10일 야외 파고라 설치
- 2017년 2월 6일 1인 1악기 연주 발표회
- 2017년 8월 23일 창의융합형 과학실 구축
- 2018년 1월 31일 어학실 구축
- 2019년 3월 1일 2019 교육청 자율학교 지정
- 2020년 4월 16일 코로나19로 인한 온라인 개학
- 2020년 6월 11일 등교수업 재개
- 2020년 12월 15일 원격수업 전환
- 2021년 3월 31일 본관 장애인 승강기 설치
- 2021년 12월 20일 학예회 주간 운영
- 2022년 1월 4일 제75회 졸업식(졸업생 139명, 누계 23,498명)

## 학교 상징
- 교화 - 장미 : 꿈과 사랑을 가지고 열정적으로 노력하는 부평서어린이
- 교목 - 향나무 : 건강하고 참을성 있게 행동하는 부평서어린이

## 참고 자료
- 인천부평서초등학교 - 한국교육학술정보원 학교알리미